# James Follett
James Follett (Tolworth, 27 luglio 1939 – 10 gennaio 2021) è stato uno scrittore e sceneggiatore britannico.

## Biografia
James Follett intraprese l'attività di scrittore a tempo pieno nel 1976, dopo essersi dimesso da un lavoro come technical writer per il Ministero della difesa del Regno Unito.
Tra il 1976 e il 2009 ha pubblicato 25 romanzi e diverse sceneggiature radiofoniche, come la serie fantascientifica Earthsearch mandata in onda da BBC Radio 4 nel 1981, e televisive, tra cui alcuni episodi della serie televisiva britannica Blake's 7.
Dal romanzo Ice del 1978 è stata tratta l'omonima miniserie televisiva britannica del 2011. Dal romanzo The Tiptoe Boys, pubblicato in italiano nel 1995 con il titolo Chi osa vince, è stato tratto l'omonimo film del 1982.

## Romanzi
- Doomsday Ultimatum, 1976
- Crown Court, 1977
- Ice, 1978
- U-700, 1979
- Churchill's Gold, 1980
- The Tiptoe Boys, 1982
  - Chi osa vince, Mondadori, 1995[4]
- Earthsearch, 1981
- Deathship, 1982
- Dominator, 1984
- Swift, 1985
- Mirage, 1988
- A Cage of Eagles, 1990
- Torus, 1990
- Trojan, 1991
- Savant, 1993
- Those in Peril, 1995
- Mindwarp, 1993
- Sabre, 1997
- Second Atlantis, 1998
- Temple of the Winds, 2000
- Wicca, 2000
- The Silent Vulcan, 2002
- A Forest of Eagles, 2004
- Return of the Eagles, 2004
- Hellborn, 2009